# 독가동화
《독가동화》(独家童话)는 2023년 방송되었던 중국의 드라마이다.

## 줄거리
- 예민하고 독립적이며 시크한 우등생, 링차오와 신경질적이지만 귀여운 열등생, 샤오투는 태어났을 때부터 알고 지낸 소꿉친구이다. 이들은 서로 좋아하다가, 부모님과 친구의 도움으로 달콤한 연애를 시작한다. 이들은 유치원부터 고등학교까지 서로 떼려야 뗄 수 없는 한 세트처럼 자란다. 샤오투는 자신이 잉쯔한을 좋아한다고 착각해 링차오와 헤어질 뻔한다. 하지만 링차오와 떨어져 지내는 동안 그가 자신의 인생에서 없어서는 안 될 존재임을 깨닫게 되는데...

## 등장 인물
- 문준휘 - 링차오 역
- 장묘이 - 샤오투 역
- 웅오박 (熊奥博) - 인쯔한 역
- 여소 (吕钊) - 장쥐안쥐안 역
- 학주우 (郝珠宇) - 지아쓰원 역
- 담가태 (谭嘉泰) - 주원위 역
- 린천이 (林晨怡) - 쉬링룽 역
- 오락함 (吴洛浛) - 인신란 역
- 정우봉 (程宇峰) - 주싱위 역
- 석림 (石林) - 링차오의 어머니 역
- 소의 (苏倚) - 장민 역

## 참고 사항
- 세븐틴의 맴버 준이 9년만에 복귀하는 드라마로 극중 링차오 역을 맡았다